# 拉布罗凯尔
拉布罗凯尔（法語：Labroquère，法語發音：[labʁɔkɛʁ]）是法国上加龙省的一个市镇，属于圣戈丹斯区。

## 地理
拉布罗凯尔（43°2'18"N, 0°35'31"E）面积4.37 平方千米，位于法国奧克西塔尼大區上加龙省，该省份为法国西南部内陆省份，西南端与西班牙接壤，自此顺时针与上比利牛斯省、热尔省、塔恩-加龙省、塔恩省、奥德省和阿列日省接壤。
与拉布罗凯尔接壤的市镇（或旧市镇、城区）包括：塞扬、卢尔巴鲁斯、蒂比朗-若纳克、巴尔巴藏、锡耶德里维耶尔、于奥、科曼日地区圣贝特朗、瓦尔卡布雷尔。

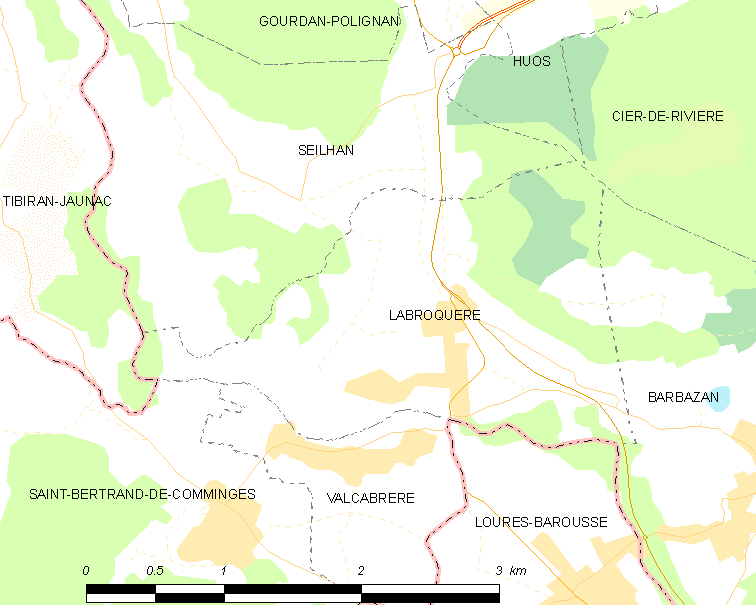
拉布罗凯尔的OSM定位图

拉布罗凯尔的时区为UTC+01:00、UTC+02:00（夏令时）。

## 行政
拉布罗凯尔的邮政编码为31510，INSEE市镇编码为31255。

## 政治
拉布罗凯尔所属的省级选区为巴涅尔德吕雄县。

## 人口

1962-2008年间拉布罗凯尔人口变化图示

拉布罗凯尔于2022年1月1日时的人口数量为323人。